# Cantonul Mehun-sur-Yèvre
Cantonul Mehun-sur-Yèvre este un canton din arondismentul Vierzon, departamentul Cher, regiunea Centru, Franța.

## Comune
| Comune          | Populație (1999) | Cod poștal | Cod INSEE |
| --------------- | ---------------- | ---------- | --------- |
| Allouis         | 771              | 18500      | 18005     |
| Berry-Bouy      | 934              | 18500      | 18028     |
| Foëcy           | 2 003            | 18500      | 18096     |
| Mehun-sur-Yèvre | 7 212            | 18500      | 18141     |
| Sainte-Thorette | 425              | 18500      | 18237     |